# My Immortal
My Immortal – ballada rockowa zespołu Evanescence, wydana jako trzeci singel z albumu Fallen. Utwór został napisany przez Amy Lee i Bena Moody’ego.
Utwór został umieszczony na ścieżce dźwiękowej do filmu Daredevil.

## Lista utworów
Źródła
CD (Promo)
1. My Immortal (wersja zespołu)
2. My Immortal (wersja z albumu)

CD maksi-singiel
1. My Immortal (wersja zespołu)
2. My Immortal (wersja z albumu)
3. Haunted (na żywo z Sessions@AOL)
4. My Immortal (na żywo z Kolonii)

CD (rozszerzone)
1. My Immortal (wersja zespołu)
2. My Immortal – (na żywo z Kolonii)
3. Haunted (na żywo z Sessions@AOL)
4. My Immortal (wideo)
5. My Immortal (wideo – zza kulis)